# Tour de France de 1932
O Tour de France 1932, foi a vigésima sexta versão da competição realizada entre os dias 6 de julho e 31 de julho de 1932.
Foi percorrida a distância de 4.520 km, sendo a prova dividida em 21 etapas. O vencedor alcançou uma velocidade média de 29,31 km/h.
Participaram desta competição 80 cilistas, chegaram em Paris 57 ciclistas.
O ciclista francês Andre Leducq ganhou 6 etapas, incluindo 3 nas montanhas.
Kurt Stoepel foi o primeiro alemão a vestir a camiseta amarela e subir no pódio da final.

## Resultados

### Classificação geral
| Posição | Nome              | País     | Tempo (Velocidade média)   |
| ------- | ----------------- | -------- | -------------------------- |
| 1       | André Leducq      | França   | 154h 11' 49" (28.735 km/h) |
| 2       | Kurt Stoepel      | Alemanha | 24' 03"                    |
| 3       | Francesco Camusso | Itália   | 26' 21"                    |
| 4       | Antonio Pesenti   | Itália   | 37' 08"                    |
| 5       | Georges Ronsse    | Bélgica  | 41' 04"                    |
| 6       | Frans Bonduel     | Bélgica  | 45' 13"                    |
| 7       | Oskar Thierbach   | Alemanha | 58' 44"                    |
| 8       | Jef Demuysere     | Bélgica  | 1h 03' 24"                 |
| 9       | Luigi Barral      | Itália   | 1h 06' 57"                 |
| 10      | Georges Speicher  | França   | 1h 08' 37"                 |

### Etapas
| Etapa | Percurso                            | km  | Vencedor etapa    | Líder na classificação geral |
| 1ª    | Paris-Caen                          | 208 | Jean Aerts        | Jean Aerts                   |
| 2ª    | Caen-Nantes                         | 300 | Kurt Stoepel      | Kurt Stoepel                 |
| 3ª    | Nantes-Bourdeaux                    | 387 | André Leducq      | André Leducq                 |
| 4ª    | Bourdeaux-Pau                       | 206 | Georges Ronsse    | André Leducq                 |
| 5ª    | Pau-Luchon                          | 229 | Antonio Pesenti   | André Leducq                 |
| 6ª    | Luchon-Perpignan                    | 323 | Frans Bonduel     | André Leducq                 |
| 7ª    | Perpignan-Montpellier               | 168 | Frans Bonduel     | André Leducq                 |
| 8ª    | Montpellier-Marselha                | 206 | Michele Orechia   | André Leducq                 |
| 9ª    | Marselha-Cannes                     | 191 | Rafaële Di Paco   | André Leducq                 |
| 10ª   | Cannes-Nice                         | 132 | Francesco Camusso | André Leducq                 |
| 11ª   | Nice-Gap                            | 233 | André Leducq      | André Leducq                 |
| 12ª   | Gap-Grenoble                        | 102 | Roger Lapébie     | André Leducq                 |
| 13ª   | Grenoble-Aix-les-Bains              | 230 | André Leducq      | André Leducq                 |
| 14ª   | Aix-les-Bains-Évian-les-Bains       | 204 | Rafaële Di Paco   | André Leducq                 |
| 15ª   | Évian-les-Bains-Belfort             | 291 | André Leducq      | André Leducq                 |
| 16ª   | Belfort-Estrasburgo                 | 291 | Gérard Loncke     | André Leducq                 |
| 17ª   | Estrasburgo-Metz                    | 165 | Rafaële Di Paco   | André Leducq                 |
| 18ª   | Metz-Charleville-Mézières           | 159 | Rafaële Di Paco   | André Leducq                 |
| 19ª   | Charleville-Mézières-Malo-les-Bains | 271 | Gaston Rebry      | André Leducq                 |
| 20ª   | Malo-les-Bains-Amiens               | 212 | André Leducq      | André Leducq                 |
| 21ª   | Amiens-Paris                        | 159 | André Leducq      | André Leducq                 |

CR = Contra-relógio individual
CRE = Contra-relógio por equipes